# Опело у бе-молу (Стеван Христић)
Опело у бе-молу је ауторско дело за мешовити хор српског композитора Стевана Христића. Написано је 1915. године и посвећено је свим страдалима у борбама за ослобођење и уједињење српских земаља у периоду од 1912-1918. године.
Занимљиво је да композитор експлицитно назначава да се његово дело изводи искључиво у целини, тј. не дозвољава извођење одломака, а још мање у случају извођења у цркви комбиновање туђих композоција са песмама овог опела.